# Swindon
Swindon è un nucleo urbano dello Wiltshire, nel sud-ovest dell'Inghilterra.

## Geografia fisica
È situata alle pendici dei Marlborough Downs, a nord-est di Bath: si estende su una superficie di circa 40 km² e nel 2011 contava 209 000 abitanti.

## Storia
Già citata come Suindune nel Domesday Book (1086), ha conosciuto un notevole sviluppo economico e demografico a partire dalla metà del XIX secolo, quando vi venne aperto il grande complesso industriale delle costruzioni ferroviarie Great Western: nel 2000, in un'area dimessa del complesso, è stato aperto il "Museum of Great Western Railway"; notevole è anche lo Swindon Museum and Art Gallery, che conserva una ricca collezione di opere d'arte del '900.

## Cultura
Swindon compare sia nei romanzi di Jasper Fforde appartenenti alla serie di Thusday Next sia nel best seller di Mark Haddon dal titolo Lo strano caso del cane ucciso a mezzanotte, luogo di appartenenza del protagonista.

## Amministrazione

### Gemellaggi
- Salzgitter, dal 1975
- Ocotal, dal 1990
- Toruń, dal 2006
- Chattanooga, dal 2006

## Sport
In città ha sede la squadra di calcio dello Swindon Town Football Club.